# Sauvigny-les-Bois
Cet article possède des paronymes, voir Savigny et Sauvigney.
Pour les articles homonymes, voir Sauvigny (homonymie).
Sauvigny-les-Bois est une commune française située dans le département de la Nièvre, en région Bourgogne-Franche-Comté.

## Géographie

### Climat
Pour des articles plus généraux, voir Climat de la Bourgogne-Franche-Comté et Climat de la Nièvre.
En 2010, le climat de la commune est de type climat océanique dégradé des plaines du Centre et du Nord, selon une étude du Centre national de la recherche scientifique s'appuyant sur une série de données couvrant la période 1971-2000. En 2020, Météo-France publie une typologie des climats de la France métropolitaine dans laquelle la commune est exposée à un climat océanique altéré et est dans la région climatique  Centre et contreforts nord du Massif Central, caractérisée par un air sec en été et un bon ensoleillement. 
Pour la période 1971-2000, la température annuelle moyenne est de 11 °C, avec une amplitude thermique annuelle de 16,1 °C. Le cumul annuel moyen de précipitations est de 852 mm, avec 12,1 jours de précipitations en janvier et 7,9 jours en juillet. Pour la période 1991-2020, la température moyenne annuelle observée sur la station météorologique de Météo-France la plus proche, « Ourouer », sur la commune de Vaux d'Amognes à 10 km à vol d'oiseau, est de 11,3 °C et le cumul annuel moyen de précipitations est de 889,3 mm. 
La température maximale relevée sur cette station est de 41,5 °C, atteinte le 7 août 2003 ; la température minimale est de −13,5 °C, atteinte le 1er mars 2005,,. 
Les paramètres climatiques de la commune ont été estimés pour le milieu du siècle (2041-2070) selon différents scénarios d'émission de gaz à effet de serre à partir des nouvelles projections climatiques de référence DRIAS-2020. Ils sont consultables sur un site dédié publié par Météo-France en novembre 2022.

## Urbanisme

### Typologie
Au 1er janvier 2024, Sauvigny-les-Bois est catégorisée commune rurale à habitat dispersé, selon la nouvelle grille communale de densité à sept niveaux définie par l'Insee en 2022.
Elle est située hors unité urbaine. Par ailleurs la commune fait partie de l'aire d'attraction de Nevers, dont elle est une commune de la couronne,. Cette aire, qui regroupe 93 communes, est catégorisée dans les aires de 50 000 à moins de 200 000 habitants,.

### Occupation des sols
L'occupation des sols de la commune, telle qu'elle ressort de la base de données européenne d’occupation biophysique des sols Corine Land Cover (CLC), est marquée par l'importance des forêts et milieux semi-naturels (60,9 % en 2018), une proportion identique à celle de 1990 (60,9 %). La répartition détaillée en 2018 est la suivante : forêts (59,5 %), terres arables (17,1 %), prairies (15,8 %), zones urbanisées (4 %), milieux à végétation arbustive et/ou herbacée (1,4 %), eaux continentales (1,1 %), zones agricoles hétérogènes (0,9 %), mines, décharges et chantiers (0,3 %). L'évolution de l’occupation des sols de la commune et de ses infrastructures peut être observée sur les différentes représentations cartographiques du territoire : la carte de Cassini (XVIIIe siècle), la carte d'état-major (1820-1866) et les cartes ou photos aériennes de l'IGN pour la période actuelle (1950 à aujourd'hui).

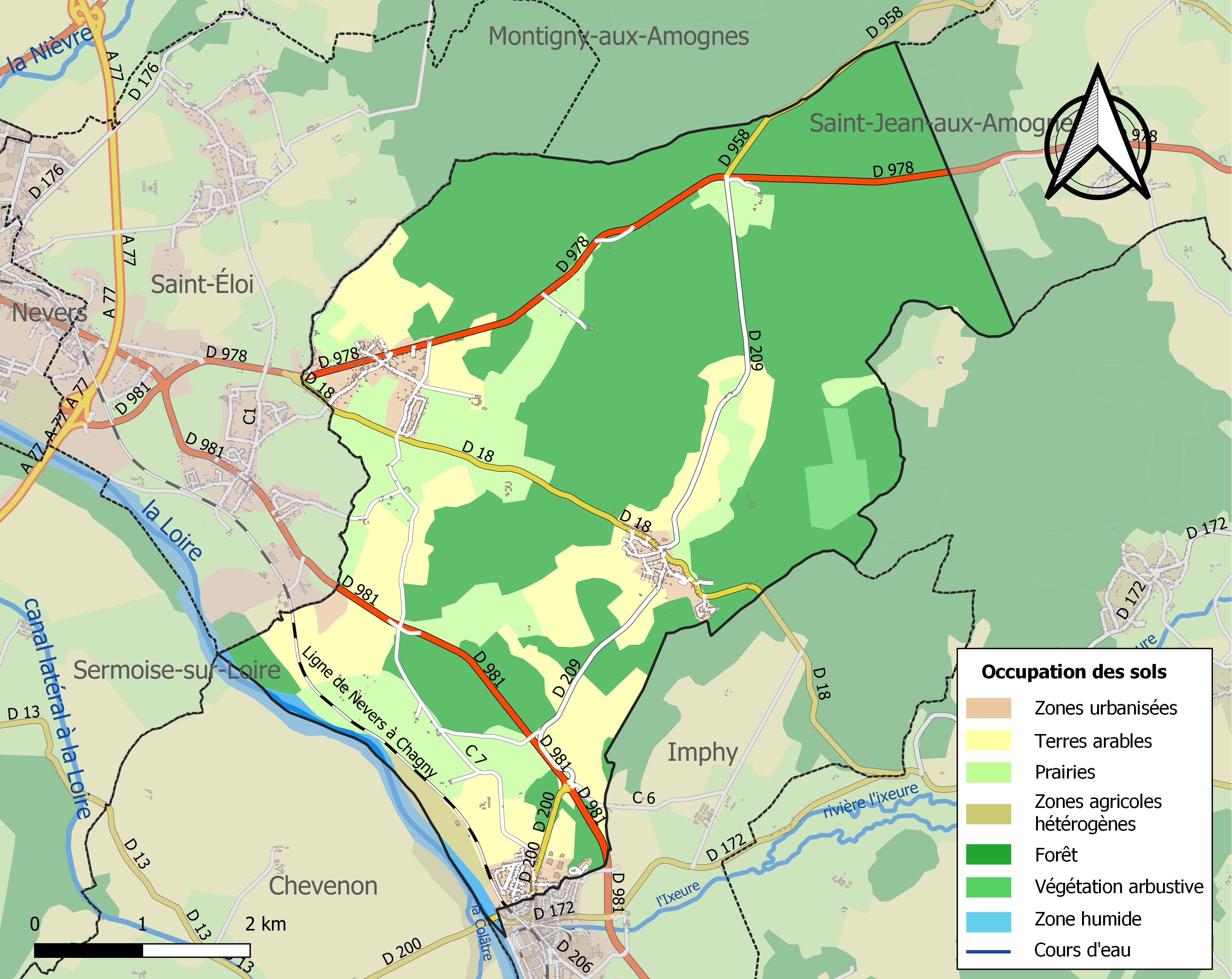
Carte des infrastructures et de l'occupation des sols de la commune en 2018 (CLC).

## Politique et administration

### Liste des maires
| Période                                  | Période   | Identité      | Étiquette | Qualité  |
| ---------------------------------------- | --------- | ------------- | --------- | -------- |
| mars 2008                                | en cours  | Alain Lecour  | DVG       | Retraité |
| mars 2001                                | mars 2008 | Bernard Gaget |           |          |
| Les données manquantes sont à compléter. |           |               |           |          |

## Démographie
L'évolution du nombre d'habitants est connue à travers les recensements de la population effectués dans la commune depuis 1793. Pour les communes de moins de 10 000 habitants, une enquête de recensement portant sur toute la population est réalisée tous les cinq ans, les populations de référence des années intermédiaires étant quant à elles estimées par interpolation ou extrapolation. Pour la commune, le premier recensement exhaustif entrant dans le cadre du nouveau dispositif a été réalisé en 2006.

En 2022, la commune comptait 1 413 habitants, en évolution de −3,09 % par rapport à 2016 (Nièvre : −3,28 %, France hors Mayotte : +2,11 %).
| 1793 | 1800 | 1806 | 1821 | 1831 | 1836 | 1841 | 1846 | 1851 |
| ---- | ---- | ---- | ---- | ---- | ---- | ---- | ---- | ---- |
| 230  | 425  | 378  | 309  | 480  | 644  | 658  | 635  | 624  |

| 1856 | 1861 | 1866 | 1872 | 1876 | 1881 | 1886 | 1891 | 1896 |
| ---- | ---- | ---- | ---- | ---- | ---- | ---- | ---- | ---- |
| 708  | 659  | 648  | 680  | 727  | 672  | 668  | 689  | 662  |

| 1901 | 1906 | 1911 | 1921 | 1926 | 1931 | 1936 | 1946 | 1954 |
| ---- | ---- | ---- | ---- | ---- | ---- | ---- | ---- | ---- |
| 727  | 725  | 726  | 768  | 687  | 642  | 660  | 743  | 754  |

| 1962 | 1968  | 1975  | 1982  | 1990  | 1999  | 2006  | 2011  | 2016  |
| ---- | ----- | ----- | ----- | ----- | ----- | ----- | ----- | ----- |
| 947  | 1 140 | 1 306 | 1 390 | 1 591 | 1 527 | 1 515 | 1 541 | 1 458 |

| 2021  | 2022  | - | - | - | - | - | - | - |
| ----- | ----- | - | - | - | - | - | - | - |
| 1 420 | 1 413 | - | - | - | - | - | - | - |

## Lieux et monuments
Religieux
- Église Saint-Etienne de Sauvigny-les-Bois : plus de mille ans d’histoire

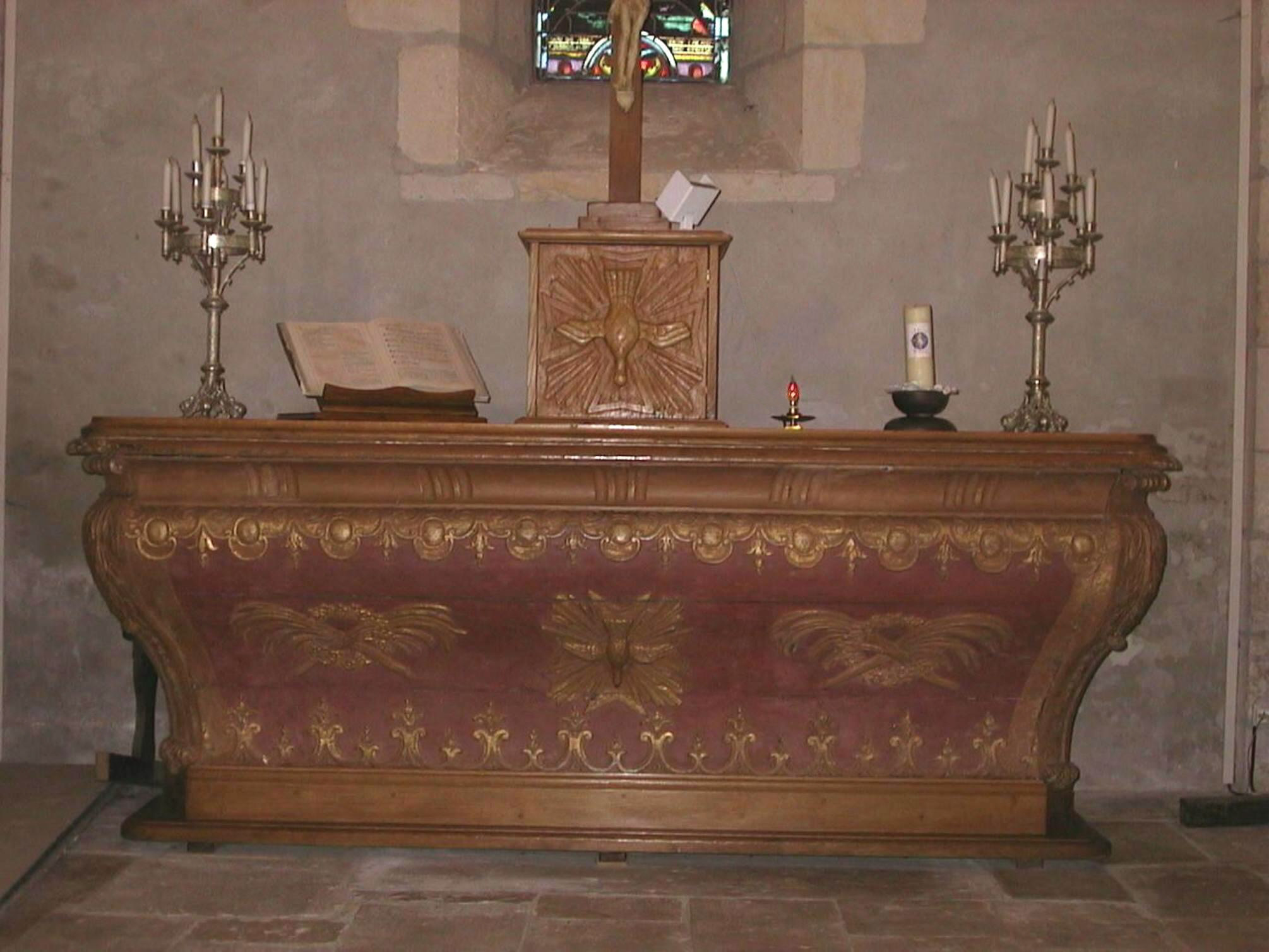
Maître-autel de la chapelle.

À Sauvigny-les-Chanoines, saint Jérôme fait construire une chapelle en 802, érigée ensuite en paroisse. Puis, dans le nom, Les Bois ont remplacé les Chanoines et, en 1980, a été célébré le millénaire de la paroisse de Sauvigny-les-Bois. Reconstruite au XIIe siècle à l’emplacement de la chapelle, remaniée au XVIe, restaurée au XIXe siècle, l’église de Sauvigny est une des plus anciennes du département. Elle est dédiée à saint Étienne, premier martyr chrétien, patron des fondeurs qui travaillaient autrefois dans les petites usines de la région construites au fil de l’eau. Elle conserve de beaux restes romans. Ancienne abside transformée en sacristie.
De la chapelle primitive, seule subsiste l’absidiole en cul-de-four, qui sert de sacristie. Des peintures très anciennes sont peut-être cachées sous le plâtre de la sacristie. Le chœur roman de l’église est fermé par un mur droit du XVIe siècle. Des traces d’incendie sont visibles sur les colonnes engagées qui limitent le chœur du côté de la nef.
Le clocher carré est percé, sur chaque face, de baies géminées garnies de colonnettes à chapiteaux de feuille d’eau. Il supportait deux cloches, la plus petite fut probablement fondue à la Révolution. La plus grosse et la plus ancienne : « Stephana », fut coulée en 1515, rénovée au début et à la fin du XXe siècle ; sa jupe fissurée et maintenant restaurée, lui a redonné de la voix. On peut de nouveau l’entendre à « deux lieues » à la ronde.
Inscription sur la cloche : « Jésus, Marie, Ô glorieux protomartyr du Christ Stéphane, prie pour nous, afin que Jésus pieux et bon, nous donne tout ce qui a été demandé lors de ma bénédiction, l’an mil cinq cent quinze. Je m’appelle Stéphana. »
Un maître-autel du XVIIIe, en bois peint, est orné de motifs sculptés rehaussés de dorures. Au centre, une colombe figure le Saint Esprit. Il reste en usage jusqu’aux modifications liturgiques de Vatican II. Le socle d’une ancienne croix sert maintenant d’autel plus petit et plus sobre au pied du chœur, face aux fidèles.
La cloche et l’absidiole sont classées aux Monuments historiques. Ouverte du lundi au vendredi, sinon demander les clefs en mairie.
Civils

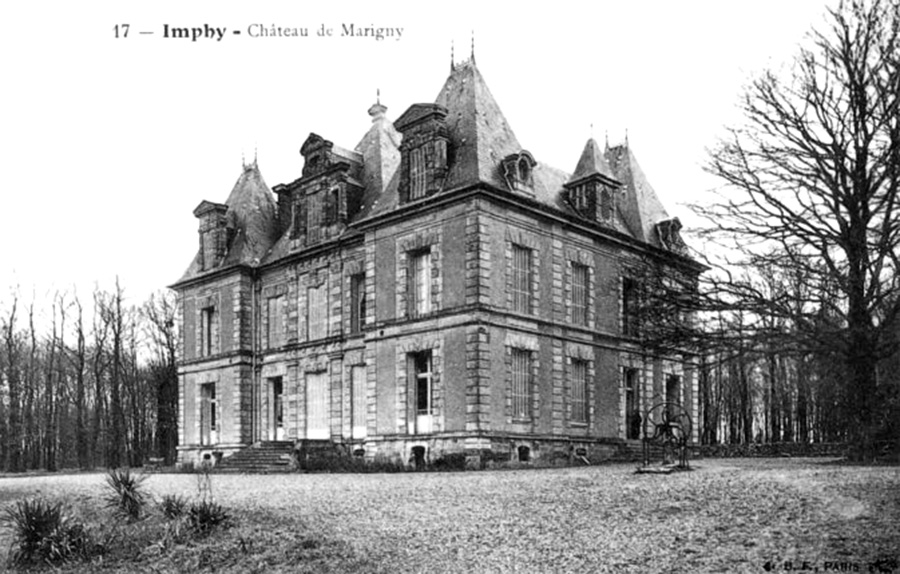
Château de Marigny.

- Château de Marigny / domaine de Marigny

## Personnalités liées à la commune
- Marguerite Cavanna, née Charvin (1890-1976), mère de l'écrivain François Cavanna, est née dans cette commune.